# Gruyère (distrikt)
Gruyère är ett distrikt i kantonen Fribourg i Schweiz. Därifrån kommer den schweiziska gruyèreosten.

## Geografi

### Indelning
Gruyère är indelat i 25 kommuner:
- Bas-Intyamon
- Botterens
- Broc
- Bulle
- Châtel-sur-Montsalvens
- Corbières
- Crésuz
- Echarlens
- Grandvillard
- Gruyères
- Haut-Intyamon
- Hauteville
- Jaun
- La Roche
- Le Pâquier
- Marsens
- Morlon
- Pont-en-Ogoz
- Pont-la-Ville
- Riaz
- Sâles
- Sorens
- Val-de-Charmey
- Vaulruz
- Vuadens

## Språk
Franska talas i huvuddelen av distriktet. Kommunen Jaun är dock tyskspråkig.